# Fred Below
Fred Below (Chicago, 16 settembre 1926 – Chicago, 14 agosto 1988) è stato un batterista statunitense, conosciuto per aver suonato nella band di Muddy Waters e Little Walter.
Nessuno più di Fred Below influenzò le basi ritmiche del blues di Chicago, in particolare per quanto riguarda il suo celebre backbeat.

## Carriera
Nacque a Chicago, e iniziò a suonare la batteria in una band jazz. Dopo essersi arruolato nella U.S. Army, entrò a far parte della 427ª banda militare, dove suonò con Lester Young. Dopo il servizio militare, si esibì in vari nightclub in Germania prima di tornare negli Stati Uniti nel 1951.
Tornato a Chicago, Below entrò a far parte dei The Aces, con Junior Wells e i fratelli Louis e Dave Myers. Little Walter aveva appena lasciato la band di Muddy Waters per iniziare una carriera da solista; Wells prende il posto di Walter nella band di Muddy Waters, mentre Little Walter, Below e i fratelli Myers, conosciuti come Little Walter and the Nightcats diventarono una delle maggiori band di blues elettrico di Chicago.
Nel 1955 Below si separò dalla band di Little Walter per lavorare come musicista presso Chess Records. In ogni caso continuò a suonare con Little Walter, così come con molti altri artisti tra cui Muddy Waters, Chuck Berry, Bo Diddley, Jimmy Rogers, Elmore James, Otis Rush, Junior Wells, Howlin' Wolf e altri.
Fra i suoi maggiori successi vi è il singolo di Chuck Berry del 1957, School Days.
Fred Below morì di cancro il 14 agosto 1988, all'età di 61 anni.